# John Edward Norwood Veron

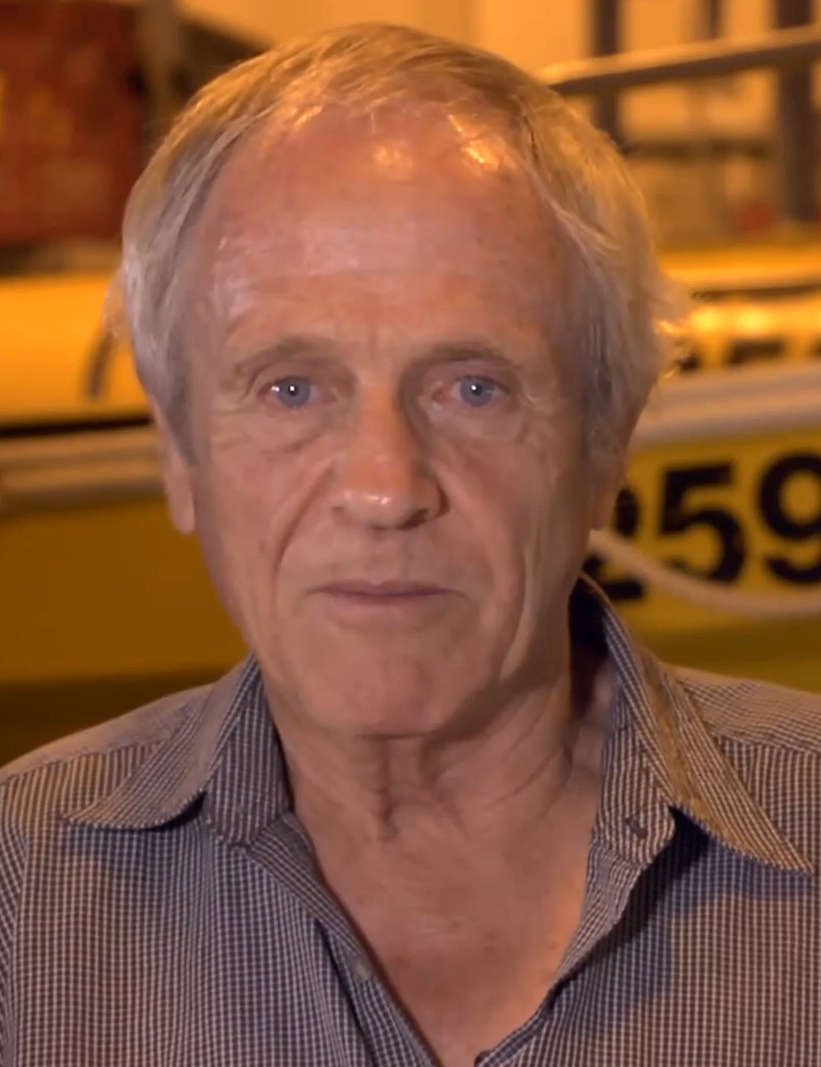
John Edward Norwood Veron (2015)

John Edward Norwood Veron OAM (* 1945) ist ein australischer Meeresbiologe und bedeutender Taxonom der Steinkorallen (Scleractinia).
In seinen Büchern hat er ca. ein Viertel der 4000 bekannten Arten wissenschaftlich beschrieben. Veron war lange Zeit Direktor des Australian Institute of Marine Science. Um den Artbildungsprozess bei Steinkorallen zu erklären, stellt er die Theorie der Vernetzten Evolution auf.

## Bibliographie
- J. E. N. Veron: Corals of the World. Australian Institute of Marine Science, 2000, Townsville. 3 vol.
- J. E. N. Veron: Corals in Space and Time - The biogeography and evolution of the Scleractinia. UNSW Press, Sydney, ISBN 0-8014-8263-1

## Quelle
- Interview mit J. E. N. „Charlie“ Veron: in KORALLE, Meerwasseraquaristik-Fachmagazin, Nr. 42 Dezember/Januar 2006/2007, Natur und Tier Verlag Münster, ISSN 1439-779X

| Personendaten    | Personendaten                                             |
| ---------------- | --------------------------------------------------------- |
| NAME             | Veron, John Edward Norwood                                |
| ALTERNATIVNAMEN  | Veron, Charlie (Spitzname)                                |
| KURZBESCHREIBUNG | australischer Meeresbiologe und Taxonom der Steinkorallen |
| GEBURTSDATUM     | 1945                                                      |